# .us
.us is het achtervoegsel van Amerikaanse domeinnamen. .us-domeinnamen worden uitgegeven door Neustar, dat verantwoordelijk is voor het topleveldomein 'us'.
De extensie wordt weinig gebruikt in de Verenigde Staten. Meestal gebruiken bedrijven, particulieren, ngo's en dergelijke een niet-geografisch gebonden suffix dat uit drie of meer letters bestaat, zoals .com, .info, .net, .org en .xxx.